# James Davis (football américain)
Pour les articles homonymes, voir James Davis (homonymie) et Davis.
(en) Statistiques sur pro-football-reference
James Davis, né le 26 avril 1979 à Stuart, est un joueur américain de football américain.

## Enfance
Davis étudie à la Martin Co. High School.

## Carrière

### Université
Il entre à l'université de Virginie-Occidentale où il joue dans l'équipe de football américain des Mountaineers. Il se positionne aux postes de linebacker et defensive back. Lors de sa dernière année universitaire, il est dans la seconde équipe de la Big East Conference, après avoir fait 120 tacles, 13.5 tacles pour des pertes, deux fumbles forcés et quatre sacks.

### Professionnel
James Davis est sélectionné au cinquième tour de la draft par les Lions de Detroit, au 144e choix. Il passe sa saison de rookie comme remplaçant avant de devenir un des linebacker titulaire pendant deux saisons, réalisant quatre-vingt treize tacles, deux fumbles récupérés et 3.5 sacks. 
Libéré, il signe avec les Giants de New York où il ne joue aucun match pendant la saison 2006. Son contrat est résilié au début de la saison 2007, sans qu'il ait joué le moindre match sous le maillot des Giants.

## Palmarès
- Seconde équipe de la Big-East Conference 2002